# Brod (priimek)
Brod je priimek v Sloveniji, ki ga je po podatkih Statističnega urada Republike Slovenije na dan 1. januarja 2010 uporabljalo 30 oseb in je med vsemi priimki po pogostosti uporabe uvrščen na 10.359. mesto.

## Znani slovenski nosilci priimka
- Gregor Brod (*1974), judoist

## Znani tuji nosilci priimka
- Max Brod (1884—1968), avstrijsko-judovski pisatelj